# Lucie-Flechtmann-Platz
Der Lucie-Flechtmann-Platz ist ein zirka 10.800 Quadratmeter großes Areal an der Westerstraße im Stadtteil Neustadt der Freien Hansestadt Bremen. Der Platz liegt auf der nördlichen Seite der Westerstraße, zwischen Heinrich-Bierbaum-Straße und Grünenstraße, gegenüber den ehemaligen Produktionsgebäuden der Firma Hachez.

## Name
Die Fischhändlerin Johanna Lucie Henriette Flechtmann (1850–1921), bekannt als Fisch-Luzie, war ein beliebtes und schlagfertiges Original in der Bremer Neustadt. Sie wohnte in der Großen Annenstraße Nr. 96 und später wieder beim Neustadtsbahnhof. Hier betrieb sie einen Handel mit Fischen und Kleidungen. Aus ihren zwei Ehen hatte sie 17 Kinder zu versorgen. Lucie Flechtmann engagierte sich auch für den Fußballverein FC Stern Bremen und sie war wohl die erste Frau in Deutschland, die einen Fußballverein sponserte.

## Geschichte
Gedacht war der Lucie-Flechtmann-Platz bei seiner Einweihung 2003 als ein „neuer zentraler Platz für die Neustadt“. Der Platz wurde davor als Gewerbegrundstück und Parkplatz genutzt. Nachdem der Grünenkamp verkauft worden war, erwarb die Stadt Bremen die Fläche des heutigen Platzes als zu begrünende Fläche und Ausgleichsmaßnahme. 
Die Kosten für verschiedene Baumaßnahmen lagen bei einer Million Euro, die in gleichen Teilen vom Senator für Bau, Umwelt und Verkehr sowie vom Senator für Wirtschaft und Häfen aufgebracht wurden.
2013 schlossen sich Nachbarn zusammen und gründeten die Initiative Ab geht die Lucie (kurz: Lucie). Der Name Lucie entstand durch die Idee und das Engagement einiger Nachbarn in dem angrenzenden Seniorenwohnheim und der benachbarten Kindertagesstätte. Ab Juni 2013 wurde der Platz von der Stadt für eine Nutzung durch Hochbeete auf dem Pflaster freigegeben. Mit Unterstützung vom Beirat Neustadt, der Bremer Bürgerstiftung, der Gemeinschaftsaktion Spielräume schaffen und dem Autonomen Architektur Atelier wurde Lucie mit einem Sommerfest 2013 eröffnet. Die Initiative pflanzt dort seitdem Blumen und Gemüse an. 
Aus der Initiative ging der Verein KulturPflanzen e.V. hervor. 2016 wurde der Verein für sein Engagement mit dem Hilde-Adolf-Preis ausgezeichnet.